# Liste südamerikanischer Inseln
Diese Liste ist vorerst alphabetisch geordnet, da nur für einen Teil der Inseln bisher Größenangaben vorliegen.

## Inselgruppen
- Abrolhos, Brasilien
- San Andrés und Providencia, Kolumbien, 44 km², 70.500 Einwohner (wird physisch-geographisch Mittelamerika bzw. der Karibik zugerechnet)
  - San Andrés, 26 km², 65.600 Einwohner
  - Providencia, 17 km², 5.100 Einwohner
- Cagarras-Inseln, Brasilien, ?, 7 Inseln, unbewohnt
- Cairu, Brasilien, ?, 26 Inseln, bewohnt
- Chincha-Inseln, Peru, ca. 2 km², unbewohnt
- Chonos-Archipel, Chile, ?, dünn besiedelt
- Desventuradas-Inseln, Chile, 10,3 km²
  - San Ambrosio, ? km², unbewohnt
  - San Félix, 6,8 km², Militärposten
- Diego-Ramírez-Inseln, Chile, ca. 1 km², Wetterstation
- Fernando de Noronha (Inselgruppe), Brasilien, 26 km², 2.100 Einwohner
- Fuerte y Tortuguilla, Kolumbien, 3 km², bewohnt
- Galápagos-Inseln, Ecuador, 8.010 km², 25.000 Einwohner
  - Baltra, 27 km²
  - Bartolomé, 1,2 km², unbewohnt
  - Darwin, 1,1 km², unbewohnt
  - Española, ? km², unbewohnt,
  - Fernandina, 642 km², unbewohnt
  - Floreana, 173 km², 100 Einwohner
  - Genovesa, 14 km², unbewohnt
  - Isabela, 4.640 km², 950 Einwohner
  - Marchena, 130 km², unbewohnt
  - Pinta, 60 km², unbewohnt
  - Pinzón, 18 km², unbewohnt
  - Plaza Sur, 0,13 km², unbewohnt
  - Rábida, 2,9 km², unbewohnt
  - Roca Redonda ? km², unbewohnt
  - San Cristóbal, 558 km², bewohnt
  - San Salvador, 585 km², unbewohnt
  - Santa Cruz, 986 km², über 15.000 Einwohner
  - Santa Fé, 24 km², unbewohnt
  - Seymour Norte, 1,9 km², unbewohnt
  - Wolf, 1,3 km², unbewohnt
- Gorgona und Gorgonilla, Kolumbien, 24 km², bewohnt
- Ilha dos Currais, Brasilien, ?, unbewohnt
- Ildefonso-Inseln, Chile, 0,2 km², unbewohnt
- Islas del Rosario, Kolumbien, ? km², bewohnt
  - Isla Grande, ? km², 750 Einwohner
- Islas Malvinas/Falklandinseln, Britisches Überseegebiet (von Argentinien beansprucht), über 12.000 km², über 2.000 Einwohner
- Juan-Fernández-Inseln, Chile, 149,4 km², bewohnt
  - Robinson Crusoe, 96,4 km², 630 Einwohner
  - Alejandro Selkirk, 44,6 km²
  - Santa Clara, 2 km², unbewohnt
- Los Roques, Venezuela, 42 Inseln, ? km², 1.500 Einwohner
- Îles du Salut, Französisch-Guayana, 0,62 km², unbewohnt
  - Île du Diable, 0,14 km²
  - Île Royale, 0,28 km²
  - Île Saint-Joseph, 0,2 km²
- Atol das Rocas, Brasilien, 0,36 km², unbewohnt
- Sankt-Peter-und-Sankt-Pauls-Felsen, Brasilien, 0,016 km², unbewohnt
- Tierra del Fuego (Feuerland), Chile/Argentinien, 73.746 km², 251.000 Einwohner
  - Feuerland (Hauptinsel), Chile/Argentinien, 47.000 km², über 200.000 Einwohner
  - Hornos, Chile, ca. 10 km², bewohnt
  - Isla de los Estados, Argentinien, 534 km²,
  - Lennox, Picton und Nueva, Chile, 170/120/105 km², unbewohnt
  - Navarino, Chile, 2.473 km², 2.700 Einwohner
- Trindade und Martim Vaz, Brasilien, 10,6 km²
  - Trindade, 10,3 km² (32 Marinesoldaten stationiert)
  - Martim Vaz, 0,3 km²

## Inseln
- Areia Vermelha, Brasilien, ?, unbewohnt
- Chiloé, Chile, 9.322 km², 150.000 Einwohner
- Ilha Anchieta, Brasilien, 8,28 km², unbewohnt
- Ilhabela, Brasilien, 348 km², 25.400 Einwohner
- Ilha de Itamaracá, Brasilien, ? km², 18.040 Einwohner
- Ilha de São Francisco do Sul, Brasilien, ?, 38.000 Einwohner
- Ilha do Arvoredo, Brasilien, 2,7 km², unbewohnt
- Ilha do Cardoso, Brasilien, 2,1 km², unbewohnt
- Ilha do Governador, Brasilien, 42 km², 200.000 Einwohner
- Ilha do Mel, Brasilien, 27,6 km²
- Ilha dos Lobos, Brasilien, 0,017 km², unbewohnt
- Ilha Grande (Rio de Janeiro), Brasilien, 193 km², >3.000 Einwohner
- Isla de Coche, Venezuela, 55 km², 8.200 Einwohner
- Isla de Lobos, Uruguay, ? km², unbewohnt
- Isla Grande, Kolumbien, ? km², 750 Einwohner
- Isla Margarita, Venezuela, 1.150 km²,
- Itamaracá, Brasilien, 65,41 km², 15.858 Einwohner
- Itaparica, Brasilien, 246 km², 55.000 Einwohner
- La Tortuga, Venezuela, ? km², unbewohnt
- Malpelo, Kolumbien, 0,35 km², wenige Einwohner
- Mocha, Chile, 48 km², 740 Einwohner
- Osterinsel (Rapa Nui), Chile, 162,5 km², 3.800 Einwohner
- Queimada Grande, Brasilien, 0,5 km², unbewohnt
- Puná, Ecuador, 855 km², 6.500 Einwohner
- Salas y Gómez, Chile, 0,15 km², unbewohnt
- Santa Catarina, Brasilien, 424 km², bewohnt
- Tinharé, Brasilien, ?, bewohnt
- Trinidad (Insel), Trinidad und Tobago, 4.748 km², 1.267 Millionen Einwohner (wird kulturgeographisch Mittelamerika bzw. der Karibik zugerechnet)
- Wellington, Chile, 6.750 km², mehrere 100 Einwohner

## Inseln in Flüssen und Seen
- Amazonas
  - Gurupá, Brasilien, 4.864 km², bewohnt
  - Marajó, Brasilien, 40.100 km², ~200.000 Einwohner
  - Tupinambarana, Brasilien, 11.850 km², bewohnt
- Poopó-See
  - Isla de Panza, Bolivien, ~13 km²
- Rio Araguaia
  - Ilha do Bananal, Brasilien, 19.162 km², bewohnt
- Río de la Plata
  - Isla Martín García, Argentinien, 1,84 km², <200 Einwohner
- Río Guayas
  - Isla Santay, Ecuador, 21,79 km², bewohnt
- Río Paraná/Río Paraguay
  - Isla del Cerrito, Argentinien, ? km², 1.500 Einwohner
  - Isla del Sauce, Bolivien, 1,45 km²
- Titicacasee
  - Amantaní, Peru, 15 km², 3.600 Einwohner
  - Taquile, Peru, etwa 5 km², 1.700 Einwohner
  - Isla del Sol, Bolivien, 14,3 km²
  - Isla de la Luna, Bolivien, <2 km²
  - Isla Campanario, Bolivien, 0,8 km²